# David Meriwether (Politiker, 1800)

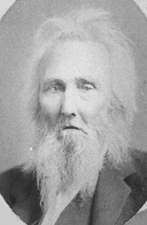
David Meriwether

David Meriwether (* 30. Oktober 1800 im Louisa County, Virginia; † 4. April 1893 bei Louisville, Kentucky) war ein US-amerikanischer Politiker (Demokratische Partei), der den Bundesstaat Kentucky im US-Senat vertrat und von 1853 bis 1857 als Gouverneur des New-Mexico-Territoriums fungierte.
Als Kleinkind zog der in Virginia geborene David Meriwether im Jahr 1803 mit seinen Eltern nach Kentucky, wo sich die Familie im Jefferson County niederließ. Er besuchte die öffentlichen Schulen; später betätigte er sich im Pelzhandel in Iowa sowie in der Landwirtschaft. Nach dem Abschluss eines Jura-Studiums wurde er in die Anwaltskammer aufgenommen und begann als Jurist zu praktizieren.
Politisch betätigte sich Meriwether ab 1832, als er ins Repräsentantenhaus von Kentucky gewählt wurde, dem er bis 1845 angehörte. Erfolglos blieb 1847 seine Kandidatur für das US-Repräsentantenhaus. 1849 war er Delegierter beim Verfassungskonvent seines Staates, im Jahr 1851 bekleidete er das Amt des Secretary of State von Kentucky.
Nach dem Tod von US-Senator Henry Clay, dem langjährigen Anführer der Whigs, wurde David Meriwether zu dessen Nachfolger im Kongress berufen. Er nahm sein Mandat ab dem 6. Juli 1852 wahr, musste es aber schon am 31. August desselben Jahres wieder an den offiziell zum neuen Senator gewählten Archibald Dixon abgeben.
US-Präsident Franklin Pierce ernannte Meriwether im folgenden Jahr zum Gouverneur des New-Mexico-Territoriums, nachdem der eigentliche Kandidat, Senator Solon Borland aus Arkansas, diesen Posten abgelehnt hatte. In New Mexico hatte er mit Indianerproblemen zu kämpfen. Es gelang ihm aber, zumindest für eine kurze Zeit Friedensverträge mit den Indianern zu schließen. Meriwether regierte das Territorium bis 1855 und kehrte dann nach Kentucky zurück, wo er von 1858 bis 1885 wieder dem staatlichen Repräsentantenhaus angehörte und dort zeitweise als Speaker fungierte. In hohem Alter setzte er sich auf seiner Plantage in der Nähe von Louisville zur Ruhe, wo er 1893 starb.